# Gebang Udik
Gebang Udik is een bestuurslaag in het regentschap Cirebon van de provincie West-Java, Indonesië. Gebang Udik telt 6655 inwoners (volkstelling 2010).